# 961-й истребительный авиационный полк ПВО
961-й истребительный авиационный полк ПВО (961-й иап ПВО) — воинская часть истребительной авиации ПВО, принимавшая участие в боевых действиях Великой Отечественной войны.

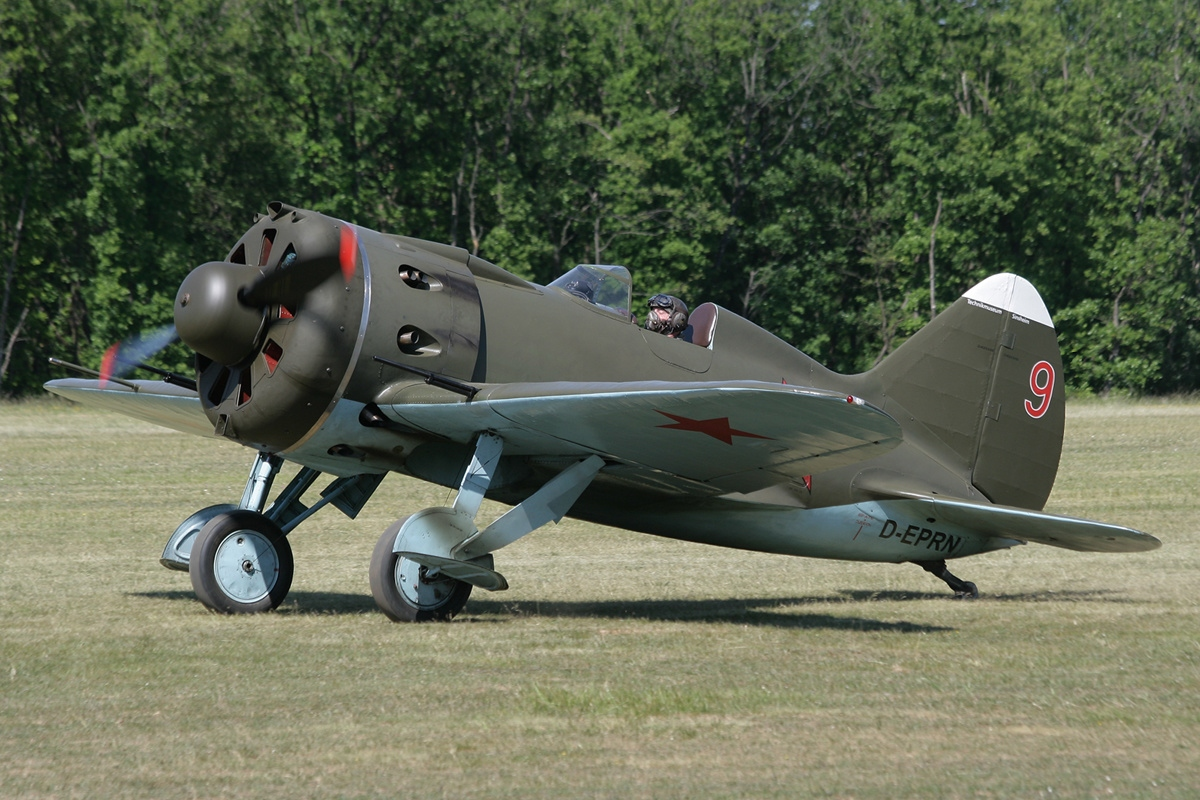
Самолет И-16. Такими самолётами полк был вооружен при формировании.

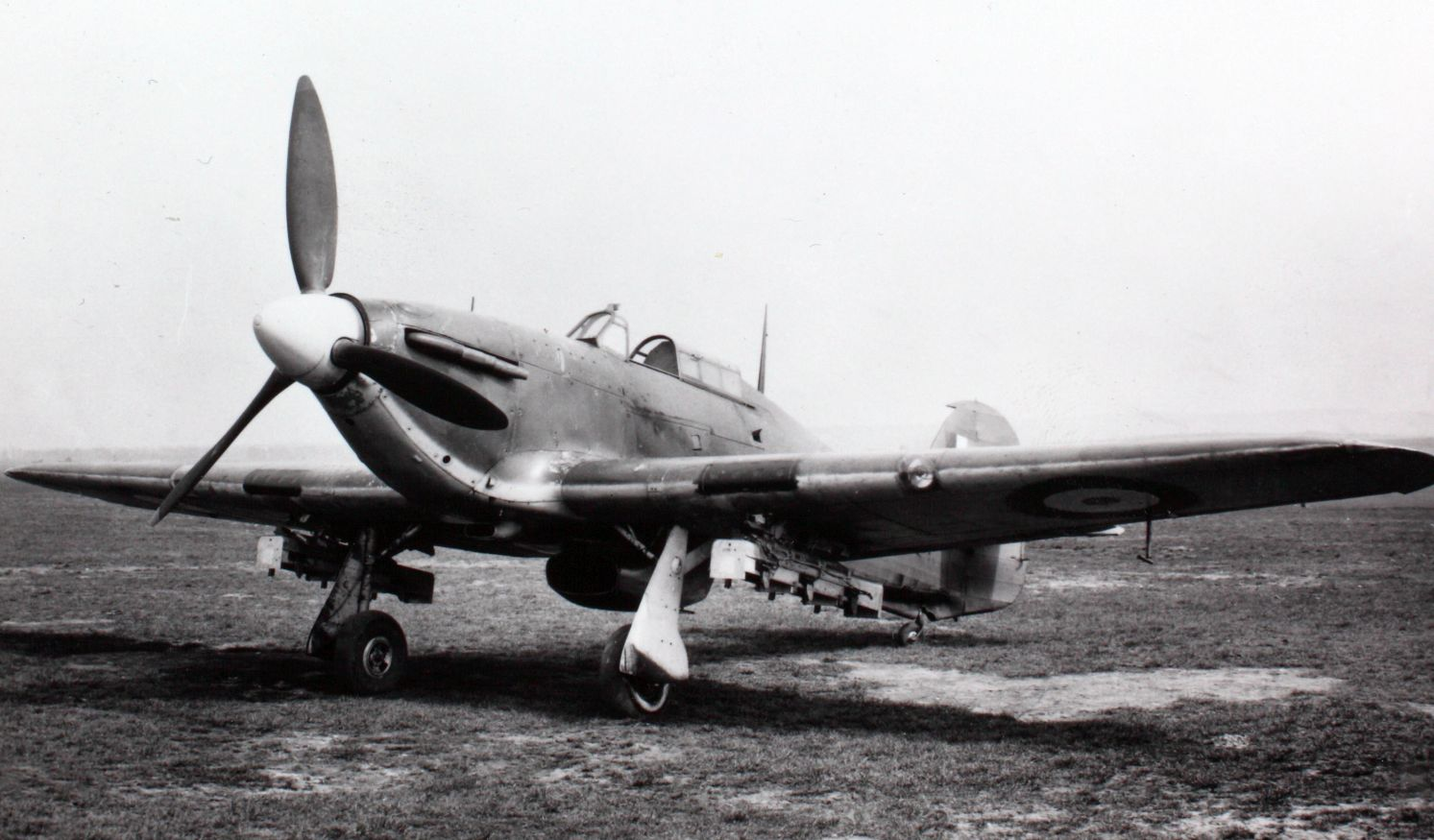
Самолеты Hawker Hurricane полк начала получать в конце июня 1943 года.

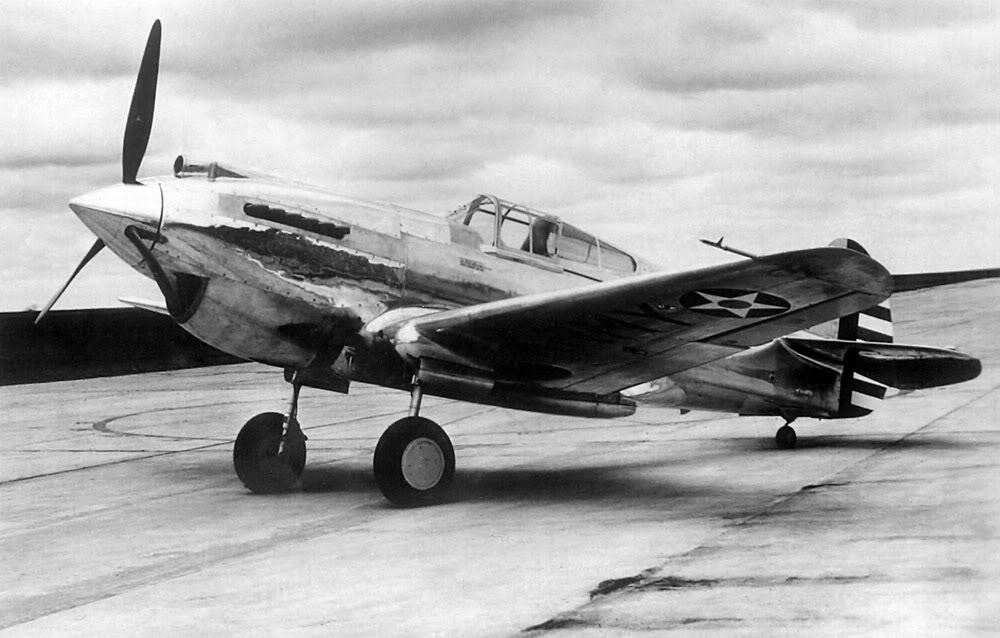
Самолет Curtiss P-40 (Киттихаук). Полк перевооружен на них в октябре 1943 года.

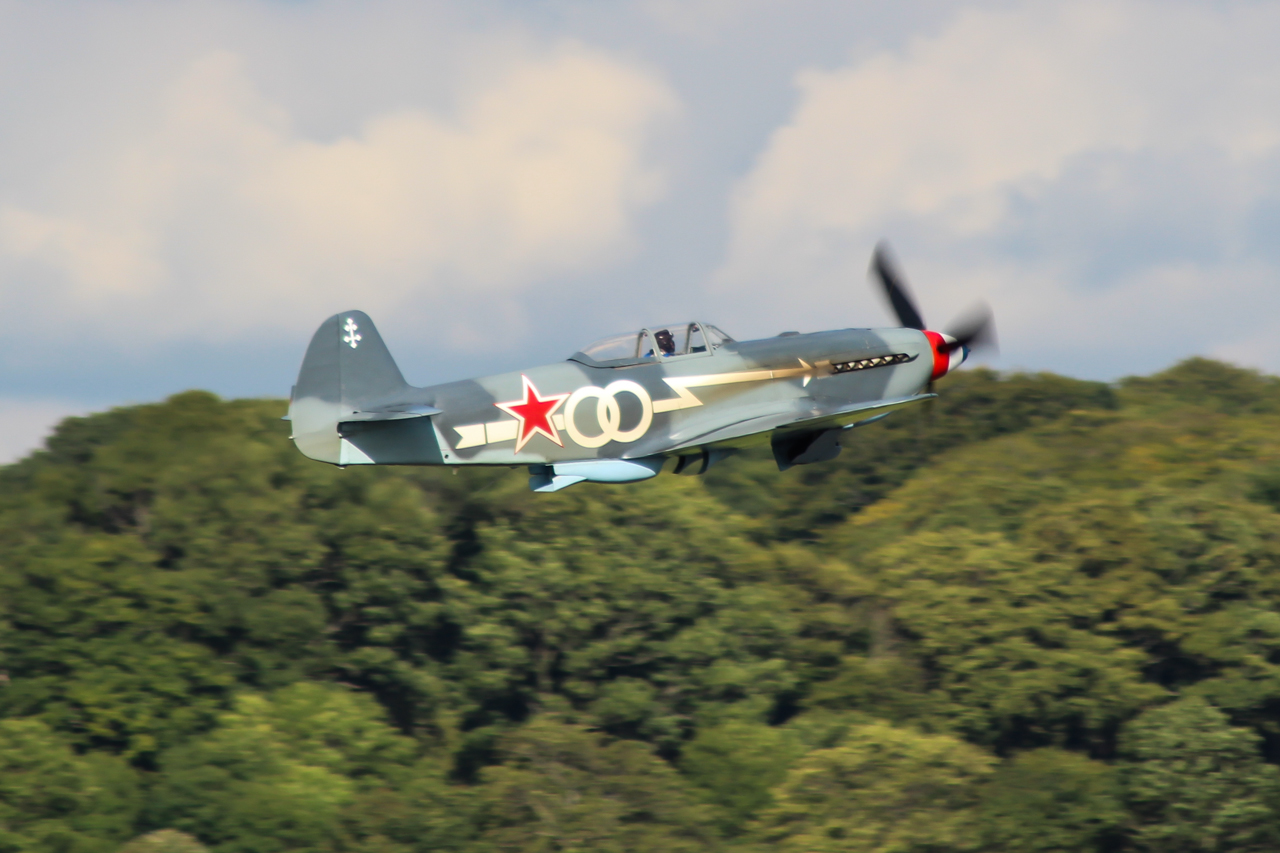
Самолет Як-9 полк получил в 1946 году.

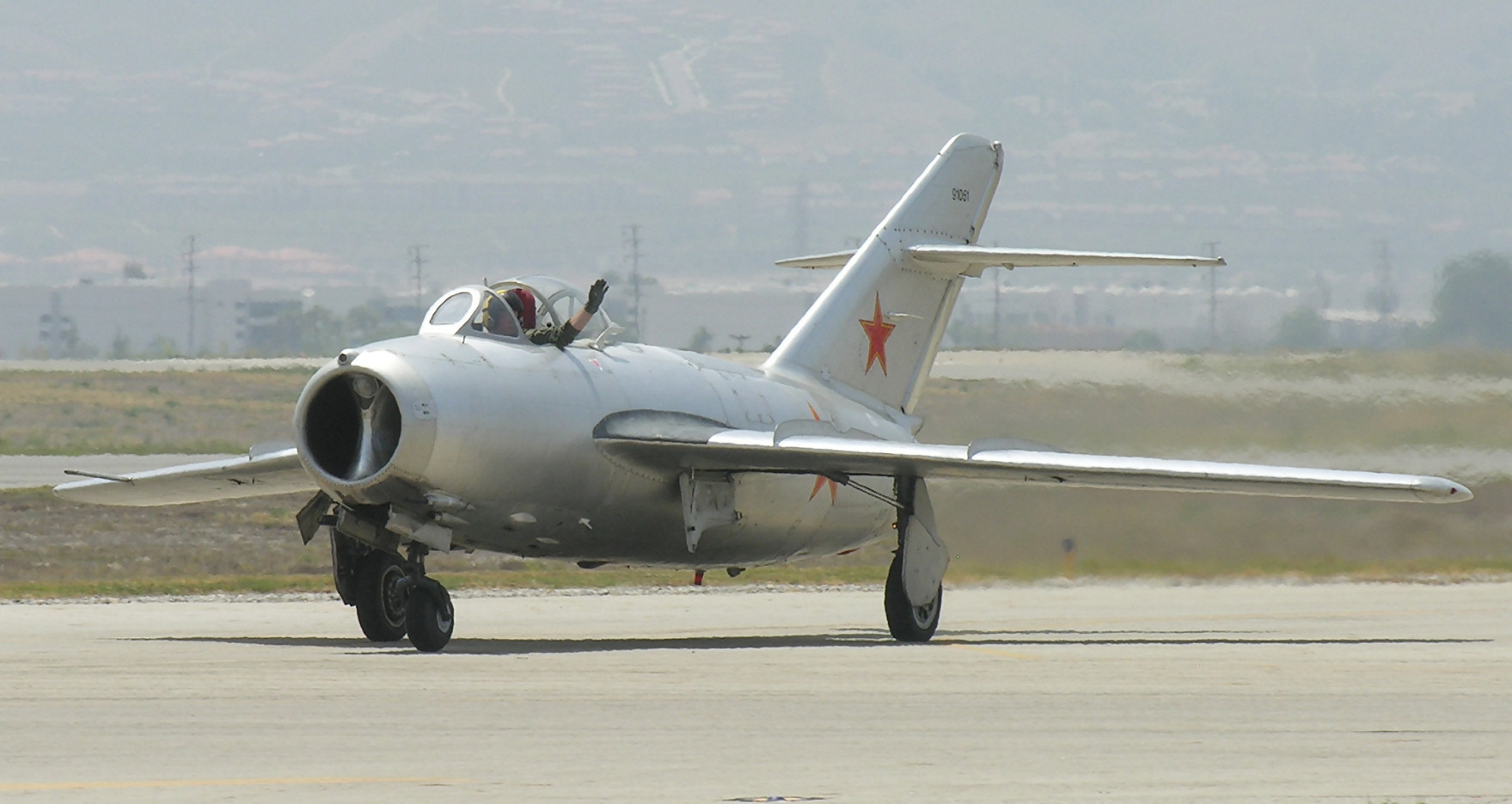
МиГ-15 полк получил в 1951 году.

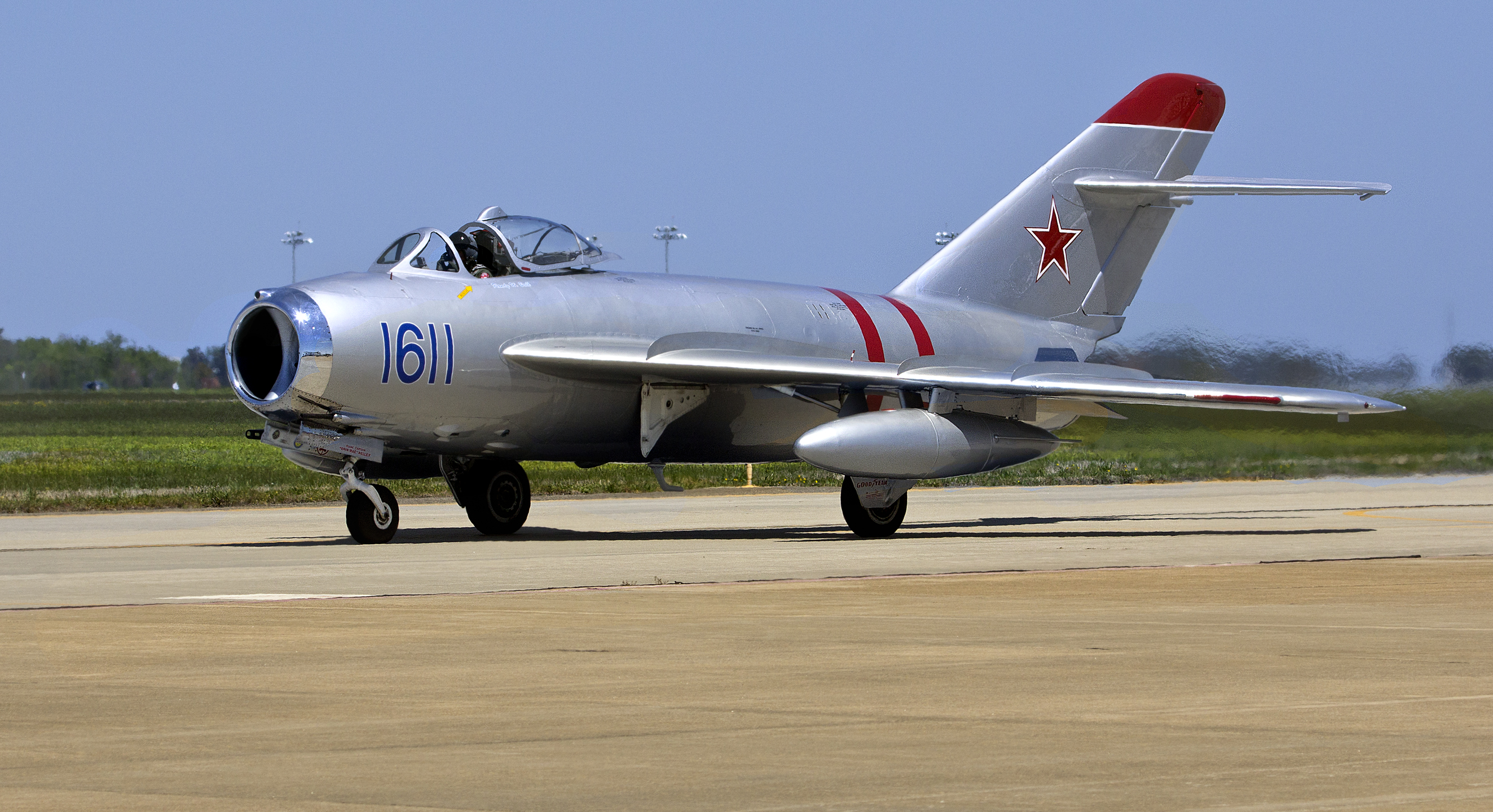
Уже в 1956 году полк получил МиГ-17.

## Наименования полка
- 961-й истребительный авиационный полк ПВО[1][2].
- 961-й истребительный авиационный полк[1][2];
- Войсковая часть (полевая почта) 40471[1][2].

## История и боевой путь полка
961-й истребительный авиационный полк сформирован распоряжением Командующего ПВО ТС и приказом 8-го иак ПВО № 0022 от 02.08.1942 г. в период с 26 июля по 2 августа 1942 года в составе 8-го истребительного авиакорпуса ПВО Бакинского корпусного района ПВО на аэродроме Пирсагат по штату 015/134 на самолётах И-16.
C 5 сентября 1942 года полк введен в боевой расчет 8-го истребительного авиакорпуса ПВО (34 летчика на самолётах И-16). С 25 июля 1942 года по 1 марта 1943 года полк в составе корпуса принимал участие в Битве за Кавказ, выполняя поставленную боевую задачу по прикрытию объектов города Баку и Каспийского нефтеносного района путем дежурства на аэродромах и вылетами по тревогам.
1 марта 1943 года полк передан в 105-ю истребительную авиадивизию ПВО. Со 2 марта приступил к боевой работе на самолётах И-16 в составе 105-й истребительной авиационной дивизии ПВО Ростовского корпусного района ПВО (оперативно подчинялась штабу Южного фронта). Полк с марта 1943 года после освобождения Ростова-на-Дону вместе с другими частями дивизии выполнял задачи по прикрытию Ростова-на-Дону, железнодорожных узлов Ростов-на-Дону и Батайск, Армавир, Кропоткин, Краснодар, Лихая и Каменская, переправ через Дон и Северский Донец, железнодорожных перегонов на радиус действия истребителей.
В составе дивизии полк участвовала в битве в небе Кубани. В это время войска Северо—Кавказского фронта проводили наступательные операции по освобождению Таманского полуострова. Отражая налёт 9 мая, лётчики дивизии произвели 93 самолёто-вылет и сбили 40 самолётов (35 бомбардировщиков и 5 истребителей). Именно в этот день, 9 мая 1943 года, одержаны первые известные воздушные победы полка в Отечественной войне: в интенсивных воздушных боях в районах Батайск, Усть-Койсуг и Нижне-Гниловская летчики полка сбили 15 немецких бомбардировщиков: 11 Ju-87, 3 He-111 и 1 Ju-88.
29 июня 1943 года вместе со 105-й истребительной авиационной дивизией ПВО Ростовского района ПВО вошел в состав войск вновь образованного Западного фронта ПВО. Начал получать в небольших количествах английские самолёты «Харрикейн».
105-я истребительная авиационная дивизия ПВО 9 июля 1943 года на основании Приказа НКО № 0091 от 5 июня 1943 года преобразована в 10-й истребительный авиационный корпус ПВО Ростовского корпусного района ПВО Западного фронта ПВО и полк 10 июля включен в его боевой состав. В августе 1943 года полк в составе корпуса принимал активное участие в Донбасской операции, осуществлял непосредственное прикрытие войск от авиации противника. Особо отличился полк при прикрытии боевых порядков войск генерал-полковника Ф. И. Толбухина на направлении главного удара Южного фронта во время прорыва сильно укреплённых позиций противника на реке Миус. С продвижением наших войск на запад, перебазируясь вслед за наступающими войсками, полк прикрывал промышленные объекты в Донбассе, города Днепропетровск, Запорожье, Мелитополь. В октябрк полк перевооружен на американские истребители «Киттихаук».
С августа 1944 года корпус входил в состав Южного фронта ПВО и выполнял задачи противовоздушной обороны на освобожденной территории Украины городов и железнодорожных станций Винница, Жмеринка, Проскуров, Тарнополь, Злочев, Шепетовка, Львов, Броды, Самбор и других. Осуществлял прикрытие нефтедобывающего района Стрый, Дрогобыч, Борислав.
С января 1945 года полк в составе корпуса Юго-Западного фронта ПВО выполнял задачи противовоздушной обороны объектов и коммуникаций в полосе 1-го и 4-го Украинских фронтов и на территории Львовского военного округа в районе города Станислав (ныне Ивано-Франковск). Полк имел в своем составе на 1 января 1945 года 40 самолётов Киттихаук и боеготовых 31 летчика, из них 9 ночью.
День Победы 9 мая 1945 года полк встретил на аэродроме Станислав (ныне Ивано-Франковск).
Всего в составе действующей армии полк находился: с 2 марта 1943 года по 31 декабря 1944 года.
Всего за годы войны полком:
- Сбито самолётов противника — 22 (бомбардировщики)
- Свои потери (боевые): летчиков — 4, самолётов — 6.

## Командир полка
- майор, подполковник Береговский Владимир Андреевич[1], 08.1942 — 16.11.1945

## Послевоенная история полка
После войны полк продолжал входить в состав 10-го истребительного авиационного корпуса ПВО 8-го корпуса ПВО Юго-Западного фронта ПВО. После формирования на базе фронта Юго-Западного округа ПВО полк вместе с корпусом 8-го корпуса ПВО вошли в его состав. 10-й истребительный авиационный Ростовский корпус ПВО 24 января 1946 года в связи с переходом на штаты мирного времени переформирован в 121-ю истребительную авиационную Ростовскую дивизию ПВО, которая вошла в состав 21-й воздушной истребительной армии ПВО Прикарпатского военного округа.
В 1946 году полк получил новые Як-9, с 1951 года МиГ-15, а с 1955 года — МиГ-17. Полк в составе 121-й истребительной авиационной Ростовской дивизии ПВО выполнял задачи по охране воздушных рубежей до своего расформирования. 28 июня 1960 года полк расформирован на аэродроме Самбор.